# Nazionale maschile di calcio di Saint Kitts e Nevis
La nazionale di calcio di Saint Kitts e Nevis è la rappresentativa calcistica nazionale delle omonime isole caraibiche, posta sotto l'egida della St. Kitts and Nevis Football Association, affiliata alla CONCACAF ed alla FIFA.
Il miglior risultato di sempre è stato il secondo posto ottenuto alla Coppa dei Caraibi 1997, l'unica competizione internazionale che Saint Kitts e Nevis ha ospitato, congiuntamente ad Antigua e Barbuda.
Occupa la 145ª posizione del ranking FIFA.

## Storia
La nazionale di Saint Kitts e Nevis ha disputato il primo incontro della sua storia nel 1938, quando era una colonia della corona britannica, nota con il nome di Saint Christopher e Nevis e facente parte delle Isole Sopravento Britanniche. Nel corso degli anni la selezione ha rappresentato una frazione delle Indie Occidentali, quindi una suddivisione di Saint Christopher-Nevis-Anguilla ed infine, dal 1983 (con l'indipendenza dal Regno Unito), è a tutti gli effetti la nazionale maschile di Saint Kitts e Nevis.
I risultati sono stati molto modesti fino agli anni novanta, quando gli Sugar Boyz hanno centrato la qualificazione a quattro Coppe dei Caraibi sulle cinque che hanno disputato, addirittura arrivando sino alla finale nel 1997 (sconfitti 4-0 da Trinidad e Tobago).
Nel novembre del 2015 la squadra ha intrapreso due amichevoli in Europa, contro Estonia ed Andorra: affrontando e battendo i pirenaici per 1-0, la selezione nevisiana è diventata la prima nazionale affiliata alla CFU ad imporsi nel Vecchio continente.
Al termine della CONCACAF Nations League 2019-2020 è retrocessa dalla Lega B alla Lega C, la più bassa.

## Partecipazioni ai tornei internazionali
Legenda: Grassetto: Risultato migliore, Corsivo: Mancate partecipazioni

### Campionato CONCACAF
Gli Sugar Boyz non hanno mai disputato il Campionato CONCACAF, l'antenato della Gold Cup svoltosi dal 1963 al 1989, in quanto la SKNFA è entrata a far parte della Confederazione Nord-Centroamericana e Caraibica nel 1990.

### Coppa dei Caraibi
La nazionale nevisiana ha partecipato a cinque edizioni della Coppa dei Caraibi, ottenendo come miglior risultato il secondo posto nel 1997.

## Statistiche dettagliate sui tornei internazionali

### Mondiali
| Anno | Luogo                          | Piazzamento            | V | N | P | Gol |
| ---- | ------------------------------ | ---------------------- | - | - | - | --- |
| 1950 | Brasile                        | Non iscritta alla FIFA | - | - | - | -   |
| 1954 | Svizzera                       | Non iscritta alla FIFA | - | - | - | -   |
| 1958 | Svezia                         | Non iscritta alla FIFA | - | - | - | -   |
| 1962 | Cile                           | Non iscritta alla FIFA | - | - | - | -   |
| 1966 | Inghilterra                    | Non iscritta alla FIFA | - | - | - | -   |
| 1970 | Messico                        | Non iscritta alla FIFA | - | - | - | -   |
| 1974 | Germania Ovest                 | Non iscritta alla FIFA | - | - | - | -   |
| 1978 | Argentina                      | Non iscritta alla FIFA | - | - | - | -   |
| 1982 | Spagna                         | Non iscritta alla FIFA | - | - | - | -   |
| 1986 | Messico                        | Non iscritta alla FIFA | - | - | - | -   |
| 1990 | Italia                         | Non iscritta alla FIFA | - | - | - | -   |
| 1994 | Stati Uniti                    | Non partecipante       | - | - | - | -   |
| 1998 | Francia                        | Non qualificata        | - | - | - | -   |
| 2002 | Giappone / Corea del Sud       | Non qualificata        | - | - | - | -   |
| 2006 | Germania                       | Non qualificata        | - | - | - | -   |
| 2010 | Sudafrica                      | Non qualificata        | - | - | - | -   |
| 2014 | Brasile                        | Non qualificata        | - | - | - | -   |
| 2018 | Russia                         | Non qualificata        | - | - | - | -   |
| 2022 | Qatar                          | Non qualificata        | - | - | - | -   |
| 2026 | Canada / Stati Uniti / Messico | Non qualificata        | - | - | - | -   |

### Campionato CONCACAF/Gold Cup
| Anno | Luogo                               | Piazzamento                | V | N | P | Gol  |
| ---- | ----------------------------------- | -------------------------- | - | - | - | ---- |
| 1963 | El Salvador                         | Non iscritta alla CONCACAF | - | - | - | -    |
| 1965 | Guatemala                           | Non iscritta alla CONCACAF | - | - | - | -    |
| 1967 | Honduras                            | Non iscritta alla CONCACAF | - | - | - | -    |
| 1969 | Costa Rica                          | Non iscritta alla CONCACAF | - | - | - | -    |
| 1971 | Trinidad e Tobago                   | Non iscritta alla CONCACAF | - | - | - | -    |
| 1973 | Haiti                               | Non iscritta alla CONCACAF | - | - | - | -    |
| 1977 | Messico                             | Non iscritta alla CONCACAF | - | - | - | -    |
| 1981 | Honduras                            | Non iscritta alla CONCACAF | - | - | - | -    |
| 1985 | Itinerante                          | Non iscritta alla CONCACAF | - | - | - | -    |
| 1989 | Itinerante                          | Non iscritta alla CONCACAF | - | - | - | -    |
| 1991 | Stati Uniti                         | Non qualificata            | - | - | - | -    |
| 1993 | Stati Uniti / Messico               | Non qualificata            | - | - | - | -    |
| 1996 | Stati Uniti                         | Non qualificata            | - | - | - | -    |
| 1998 | Stati Uniti                         | Non qualificata            | - | - | - | -    |
| 2000 | Stati Uniti                         | Non qualificata            | - | - | - | -    |
| 2002 | Stati Uniti                         | Non qualificata            | - | - | - | -    |
| 2003 | Stati Uniti / Messico               | Non qualificata            | - | - | - | -    |
| 2005 | Stati Uniti                         | Non qualificata            | - | - | - | -    |
| 2007 | Stati Uniti                         | Non qualificata            | - | - | - | -    |
| 2009 | Stati Uniti                         | Non qualificata            | - | - | - | -    |
| 2011 | Stati Uniti                         | Non qualificata            | - | - | - | -    |
| 2013 | Stati Uniti                         | Non qualificata            | - | - | - | -    |
| 2015 | Stati Uniti / Canada                | Non qualificata            | - | - | - | -    |
| 2017 | Stati Uniti                         | Non qualificata            | - | - | - | -    |
| 2019 | Stati Uniti / Costa Rica / Giamaica | Non qualificata            | - | - | - | -    |
| 2021 | Stati Uniti                         | Non qualificata            | - | - | - | -    |
| 2023 | Stati Uniti / Canada                | Primo turno                | 0 | 0 | 3 | 0:14 |

### Olimpiadi
Si veda la pagina della nazionale olimpica.

### Confederations Cup
| Anno | Luogo                    | Piazzamento     | V | N | P | Gol |
| ---- | ------------------------ | --------------- | - | - | - | --- |
| 1992 | Arabia Saudita           | Non invitata    | - | - | - | -   |
| 1995 | Arabia Saudita           | Non invitata    | - | - | - | -   |
| 1997 | Arabia Saudita           | Non qualificata | - | - | - | -   |
| 1999 | Messico                  | Non qualificata | - | - | - | -   |
| 2001 | Corea del Sud / Giappone | Non qualificata | - | - | - | -   |
| 2003 | Francia                  | Non qualificata | - | - | - | -   |
| 2005 | Germania                 | Non qualificata | - | - | - | -   |
| 2009 | Sudafrica                | Non qualificata | - | - | - | -   |
| 2013 | Brasile                  | Non qualificata | - | - | - | -   |
| 2017 | Russia                   | Non qualificata | - | - | - | -   |

### Coppa dei Caraibi
| Anno | Luogo                                   | Piazzamento      | V | N | P | Gol  |
| ---- | --------------------------------------- | ---------------- | - | - | - | ---- |
| 1978 | Trinidad e Tobago                       | Non partecipante | - | - | - | -    |
| 1979 | Suriname                                | Non qualificata  | - | - | - | -    |
| 1981 | Porto Rico                              | Non partecipante | - | - | - | -    |
| 1983 | Guyana francese                         | Non qualificata  | - | - | - | -    |
| 1985 | Barbados                                | Non partecipante | - | - | - | -    |
| 1988 | Martinica                               | Non partecipante | - | - | - | -    |
| 1989 | Barbados                                | Non qualificata  | - | - | - | -    |
| 1990 | Trinidad e Tobago                       | Non qualificata  | - | - | - | -    |
| 1991 | Giamaica                                | Non qualificata  | - | - | - | -    |
| 1992 | Trinidad e Tobago                       | Non qualificata  | - | - | - | -    |
| 1993 | Giamaica                                | Quarto posto     | 1 | 2 | 2 | 7:10 |
| 1994 | Trinidad e Tobago                       | Non qualificata  | - | - | - | -    |
| 1995 | Isole Cayman / Giamaica                 | Non qualificata  | - | - | - | -    |
| 1996 | Trinidad e Tobago                       | Primo turno      | 0 | 1 | 2 | 3:10 |
| 1997 | Antigua e Barbuda / Saint Kitts e Nevis | Secondo posto    | 2 | 0 | 2 | 4:8  |
| 1998 | Giamaica / Trinidad e Tobago            | Non qualificata  | - | - | - | -    |
| 1999 | Trinidad e Tobago                       | Primo turno      | 0 | 0 | 3 | 0:9  |
| 2001 | Trinidad e Tobago                       | Primo turno      | 1 | 1 | 1 | 7:8  |
| 2005 | Barbados                                | Non qualificata  | - | - | - | -    |
| 2007 | Trinidad e Tobago                       | Non qualificata  | - | - | - | -    |
| 2008 | Giamaica                                | Non qualificata  | - | - | - | -    |
| 2010 | Martinica                               | Non qualificata  | - | - | - | -    |
| 2012 | Antigua e Barbuda                       | Non qualificata  | - | - | - | -    |
| 2014 | Giamaica                                | Non qualificata  | - | - | - | -    |
| 2017 | Martinica                               | Non qualificata  | - | - | - | -    |

## Tutte le rose

### Gold Cup
CONCACAF Gold Cup 20231 Jeffers, 2 Roberts, 3 G. Williams, 4 Burley, 5 Ible, 6 Maynard, 7 T. Williams, 8 Mitchum, 9 Bertie, 10 Hazel, 11 Terrell, 12 Simmonds, 13 Nicholls, 14 Somersall, 15 Lewis, 16 Freeman, 17 Liburd, 18 Archibald, 19 Sawyers, 20 Hanley, 21 Sterling-James, 22 Belgrove, 23 Parke, CT: Huggins

## Rosa attuale
Lista dei giocatori convocati per le sfide di qualificazione al Campionato mondiale di calcio 2022.
| 1  | P | Zaykeese Smith       | 24 febbraio 2000  | 0  | 0  | Village Superstars     |  |  |
| 18 | P | Julani Archibald     | 18 maggio 1991    | 40 | 0  | Real de Minas          |  |  |
| 23 | P | Clifford Samuel      | 13 gennaio 1990   | 0  | 0  | Conaree                |  |  |
|    |   |                      |                   |    |    |                        |  |  |
| 2  | D | Ordell Flemming      | 16 settembre 1993 | 6  | 0  | Village Superstars     |  |  |
| 3  | D | Gerard Williams      | 04 giugno 1988    | 67 | 2  | TRAU                   |  |  |
| 5  | D | Andre Burley         | 10 settembre 1999 | 2  | 0  | Wycombe Wanderers      |  |  |
| 12 | D | Petrez Williams      | 18 giugno 2000    | 5  | 0  | St. Paul's United      |  |  |
| 13 | D | Thrizen Leader       | 3 luglio 1984     | 73 | 1  | St Paul's United       |  |  |
| 17 | D | Malique Roberts      | 1º agosto 2001    | 1  | 0  | Cayon Rockets          |  |  |
| 22 | D | Xavier French        | 14 maggio 1997    | 0  | 0  | SPD United             |  |  |
|    |   |                      |                   |    |    |                        |  |  |
| 4  | C | Theo Wharton         | 15 novembre 1994  | 16 | 2  | Barry Town United      |  |  |
| 6  | C | Kalonji Clarke       | 15 febbraio 2001  | 1  | 0  | St Paul's United       |  |  |
| 8  | C | Yohannes Mitchum     | 06 aprile 1998    | 17 | 1  | Newtown United         |  |  |
| 11 | C | Omari Sterling-James | 15 settembre 1993 | 10 | 3  | Kidderminster Harriers |  |  |
| 14 | C | Raheem Somersall     | 5 luglio 1997     | 10 | 0  | Tucson                 |  |  |
| 15 | C | Raheem Francis       | 28 maggio 1996    | 3  | 0  | Village Superstars     |  |  |
| 19 | C | Romaine Sawyers      | 2 novembre 1991   | 26 | 4  | West Bromwich Albion   |  |  |
|    |   |                      |                   |    |    |                        |  |  |
| 7  | A | Vinceroy Nelson      | 10 gennaio 1996   | 6  | 1  | St. Paul's United      |  |  |
| 9  | A | Rowan Liburd         | 28 agosto 1992    | 8  | 4  | Billericay Town        |  |  |
| 10 | A | Harry Panayiotou     | 28 ottobre 1994   | 25 | 10 | Aldershot Town         |  |  |
| 16 | A | Keithroy Freeman     | 16 ottobre 1993   | 5  | 2  | St. Paul's United      |  |  |
| 20 | A | Tiquanny Williams    | 10 settembre 2001 | 0  | 0  |                        |  |  |
| 21 | A | Tahir Hanley         | 5 maggio 1997     | 8  | 1  | Real de Minas          |  |  |